# Ugo III di Cipro
Ugo III di Cipro, noto come Ugo I di Gerusalemme e Ugo di Lusignano (1235 – Tiro, 24 marzo 1284), chiamato il Grande, fu re di Cipro dal 1267 e re di Gerusalemme dal 1268, sebbene la corona di Gerusalemme fosse stata reclamata anche da Carlo I d'Angiò.

## Biografia

### Infanzia

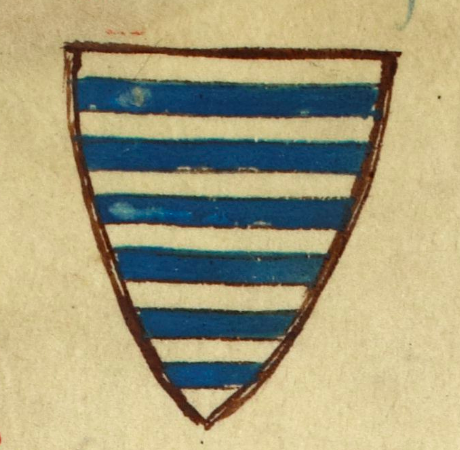
Lo stemma dei Lusignano nellHistoria anglorum

Nato nel 1235, era figlio di Enrico d'Antiochia e di Isabella di Lusignano; non era destinato alla corona dato che il padre apparteneva a un ramo cadetto della famiglia di Poitiers-Antiochia mentre la madre discendeva dalla Casa di Lusignano.

Ritratto di Enrico I di Cipro nella Basilica di Santa Caterina d'Alessandria, Galatina

Ugo di Poiters era quindi nipote, dal lato paterno di Boemondo IV di Poitiers, principe di Antiochia e Conte di Tripoli e, dal lato materno Enrico I di Lusignano.
Enrico I morì nel 1253 nominando la moglie Plaisance di Antiochia reggente del regno per conto del figlio Ugo II, di appena un anno.
Plaisance d'Antiochia morì nel 1261 e fu sostituita nel suo ruolo di reggente dalla sorella Isabella di Lusignano.

### Reggenza di Cipro e Gerusalemme

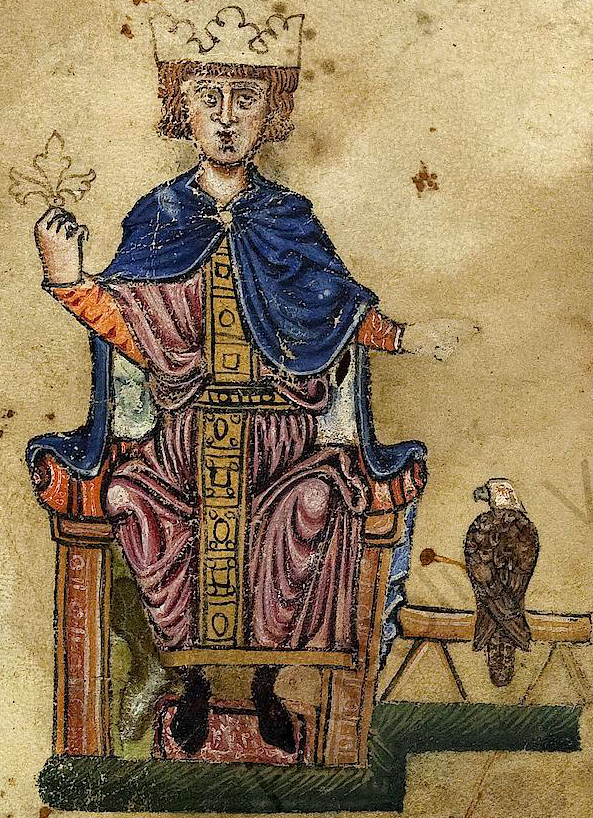
Federico II di Svevia con il falco dal suo trattato De arte venandi cum avibus

Nel frattempo, la situazione nel regno di Gerusalemme diveniva sempre più caotica: quando, infatti, Federico II di Svevia aveva assunto la corona, trentadue anni prima, la nobiltà si era divisa in due fazioni.
L'una sosteneva Federico II e la casa di Hohenstaufen, l'altra si appoggiava al papa, gli stessi ordini militari sono divisi poiché il Tempio è nemico del sovrano, l'Ospedale lo sostiene.

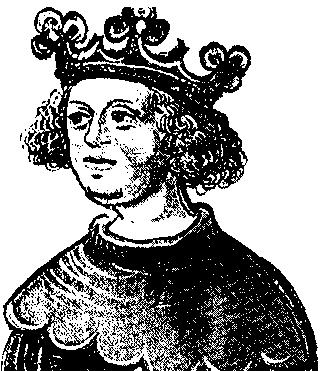
Corrado IV di Svevia, re di Gerusalemme

Per lenire le contese, Federico aveva ceduto la corona al figlio, Corrado ma, essendo questi giovane e poiché viveva in Europa, i baroni, in osservanza delle Assise, avevano istituito l'ufficio di Reggente e avevano chiesto a Isabella di Lusignano di designarne uno.
Isabella di Lusignano morì nel 1264 senza aver compiuto la scelta e il figlio, Ugo di Poitiers, divenne reggente di Cipro per conto del cugino minorenne Ugo II.
Rimaneva, tuttavia, vacante l'ufficio di reggente di Gerusalemme e così Ugo decise di porre la propria candidatura venendo contrastato da un altro cugino, Ugo di Brienne, conte di Lecce e figlio di Maria di Lusignano.
L'Alta Corte si pronunciò a favore di Ugo di Poiters, avendo il rivale solo 24 anni.

Mappa degli Stati Crociati all'epoca delle incursioni dei Mongoli, pochi anni prima della guerra di San Saba.

Le condizioni del Regno di Gerusalemme si erano deteriorate ancor di più a seguito della rovinosa Guerra di San Saba che aveva dilaniato la nobiltà in fazioni opposte permettendo al sultano mamelucco Baybars di conquistare, senza colpo ferire, gran parte del principato di Galilea.
Nell'ottobre del 1266, Ugo di Poitiers si trasferì a San Giovanni d'Acri, capitale del regno dal 1244, anno in cui Gerusalemme era caduta, per tentare la riconquista dei territori perduti ma fu costretto a ritirarsi dopo un'imboscata presso il castello di Safed.

### Re di Cipro e Gerusalemme

#### Ascesa al trono

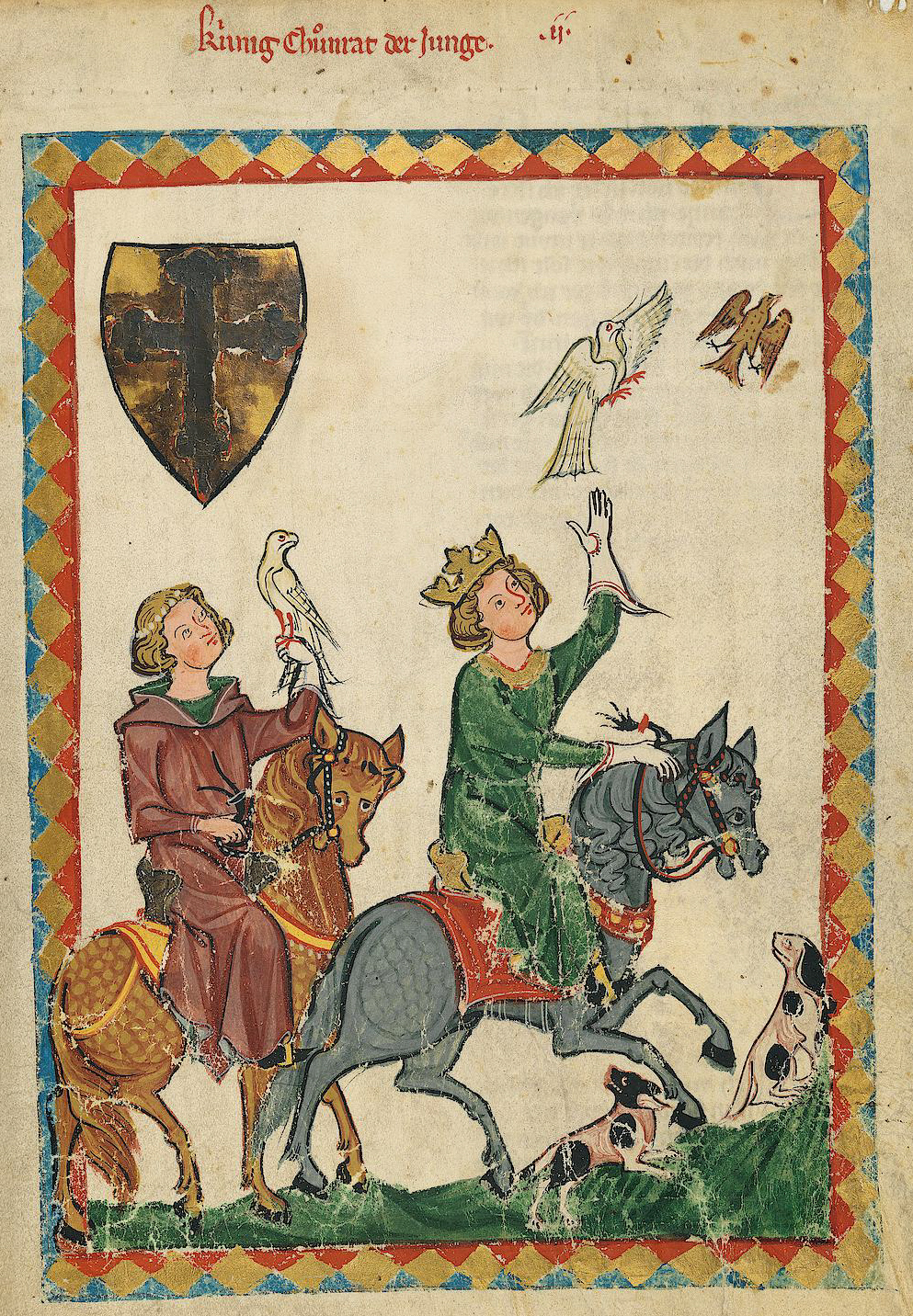
Miniatura del Codex Manesse rappresentante Corradino di Svevia, predecessore di Ugo di Poitiers alla corona di Gerusalemme, a caccia con il falcone

Ugo II morì ad appena quindici anni il 5 dicembre del 1267 e, non avendo lasciato eredi, gli successe il suo parente più vicino, il cugino Ugo di Poitiers il quale, salendo al trono, nella cerimonia di incoronazione, il 25 dicembre del 1267, nella cattedrale di Santa Sofia a Nicosia, prese il nome di Ugo III Lusignano.
Meno di un anno dopo, il 29 ottobre 1268, Corradino di Svevia, figlio di Corrado IV, imperatore del Sacro Romano Impero e legittimo re di Gerusalemme, morì giustiziato da Carlo d'Angiò che lo aveva sconfitto nella Battaglia di Tagliacozzo.

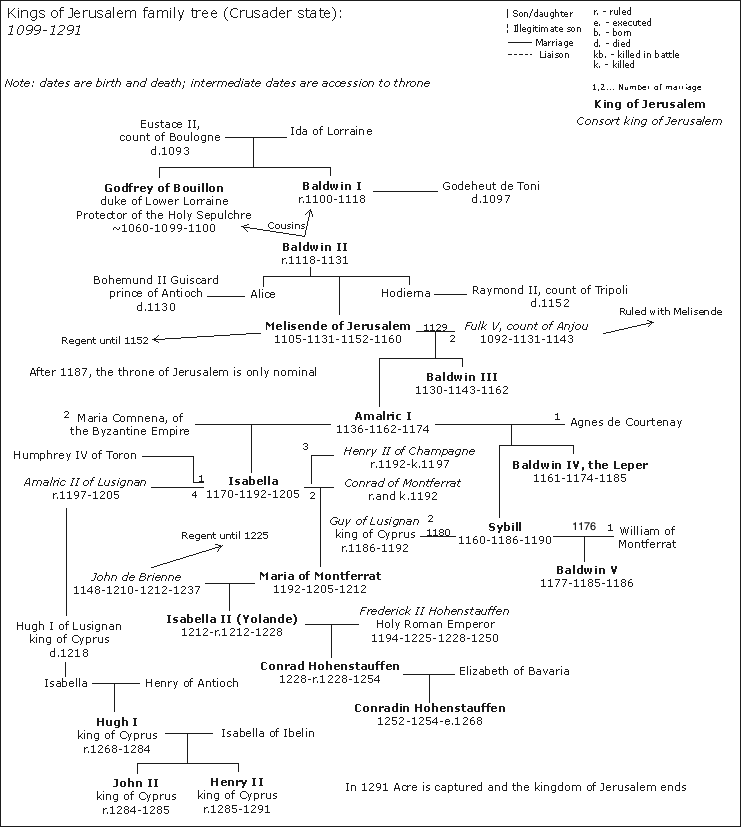
Albero genealogico che mostra i Re di Gerusalemme

Poiché neppure Corradino aveva avuto eredi, Ugo III di Lusignano, rivendicò la corona di Gerusalemme essendo il più anziano dei discendenti di Isabella di Gerusalemme nonché l'unico che vivesse in Outremer a differenza di Ugo di Brienne che viveva a Lecce e si era unito alle truppe di Carlo d'Angiò nella battaglia di Benevento.
L'alta Corte accettò le sue ragioni insieme con Goffredo di Sargines, siniscalco del regno di Gerusalemme e rappresentante di Luigi IX di Francia e il 24 settembre del 1269, Ugo III fu incoronato Re di Gerusalemme nella cattedrale di Tiro come Ugo I di Gerusalemme.

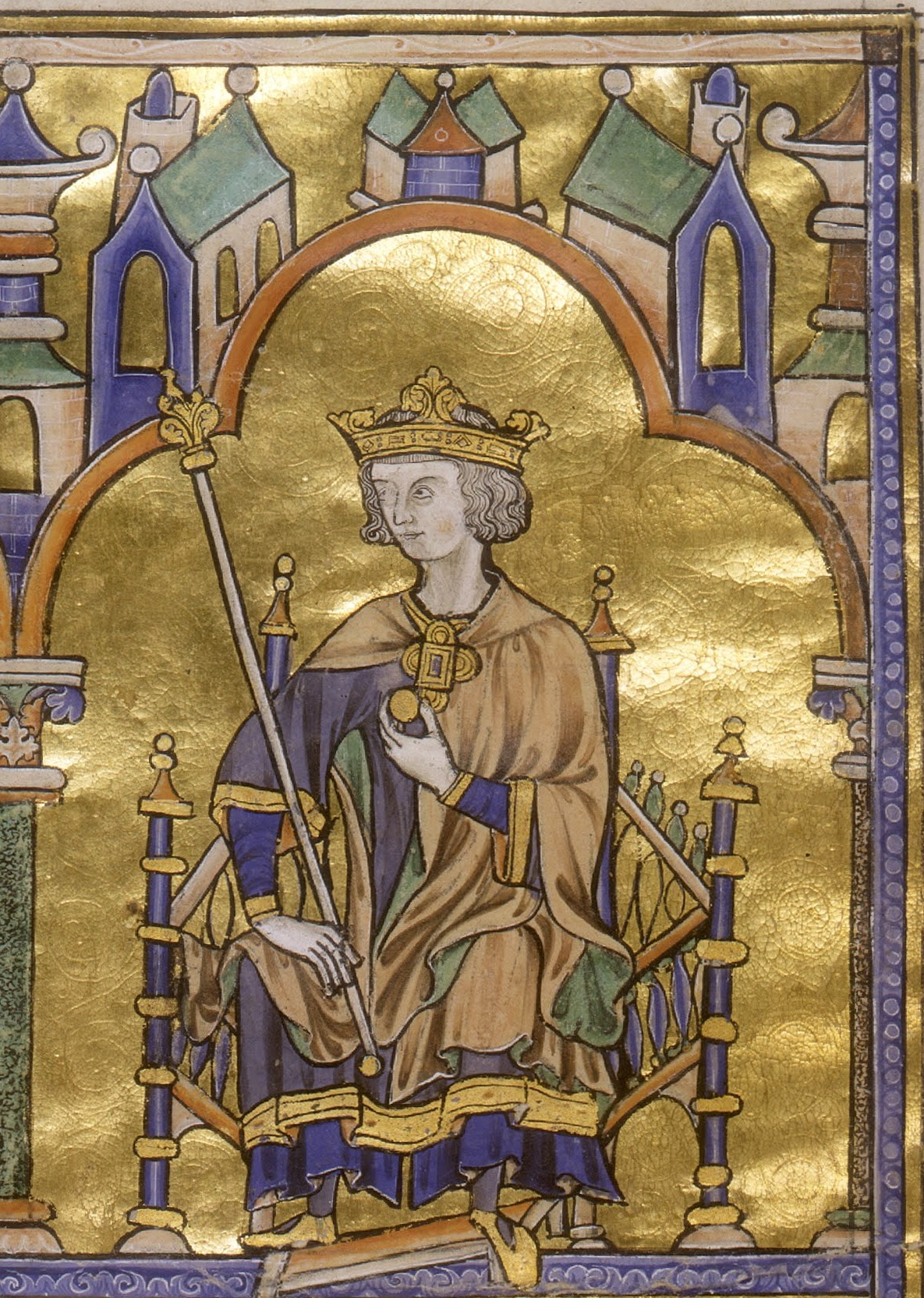
Luigi IX di Francia in una miniatura del 1230 circa

Sebbene fosse stato scelto dall'Alta Corte, l'autorità regia si era alquanto indebolita in 35 anni durante i quali i monarchi avevano vissuto in Occidente e de facto i baroni avevano assunto il governo dello stato.
Inoltre, la nobiltà cipriota forniva al sovrano un aiuto assai ridotto non sentendosi obbligata a partecipare alla difesa di un regno separato da quello di Cipro e nessun re europeo, tranne Luigi IX, era propenso a una crociata mentre il Sultano mamelucco Baybars spadroneggiava per la Siria.

#### Lotte contro i Mamelucchi
Nel maggio del 1268, dopo la conquista di Giaffa, Baybars prese Antiochia e, per le pressioni del cugino Boemondo VI d'Antiochia, Conte di Tripoli e principe titolare di Antiochia, negoziò una tregua con il sultano che fu stipulata a San Giovanni d'Acri il 3 luglio del medesimo anno.

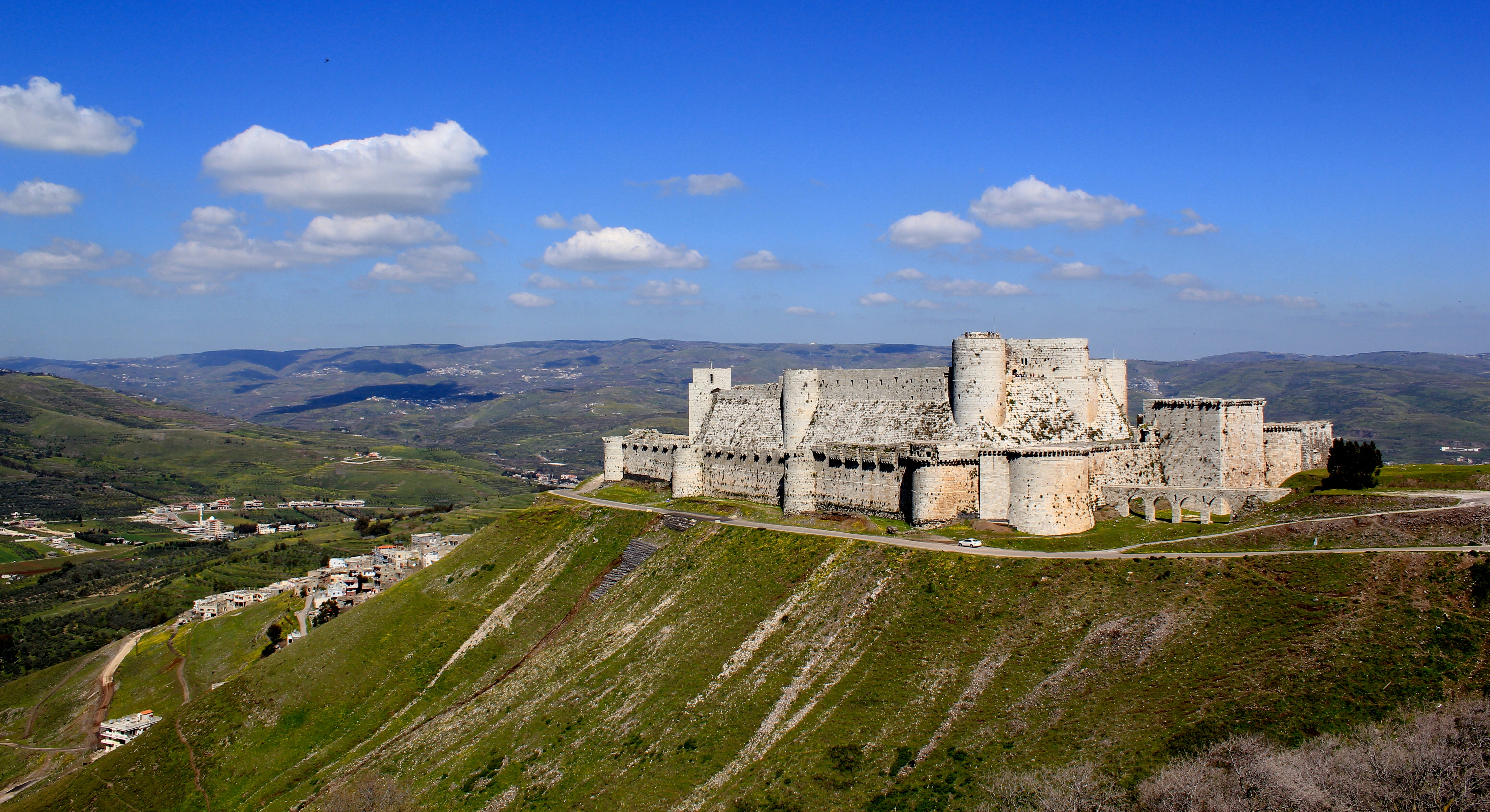
Il Krak dei Cavalieri ed il territorio circostante.

Baybars, però, non rispettò la parola data e l'anno seguente incominciò a saccheggiare i dintorni di Tiro per poi assediare, a dicembre, il castello di Marqab e infine, il 28 gennaio del 1270, dopo numerosi attacchi senza successo, prese Krak des Chevaliers.
Le offensive dei mamelucchi indussero Ugo III a cercare di pacificare il regno di Gerusalemme, ridotto al demanio reale di San Giovanni d'Acri, alla signoria di Sidone, tenuta dai Templari, alla signoria di Beirut e a quella di Tiro, sotto il controllo di Filippo di Monfort, sostenitore di Genova in contrasto con i veneziani che mantenevano un fondaco ad Acri.
A tale scopo Ugo, confermò a Filippo la sua signoria e combinò il matrimonio di sua sorella Margherita con il figlio di Filippo, Jean e gli concesse il potere di rappresentarlo nei suoi frequenti soggiorni a Cipro.
Baybars reagì all'alleanza inviando due ismailiti a uccidere Filippo, il 17 marzo del 1270.

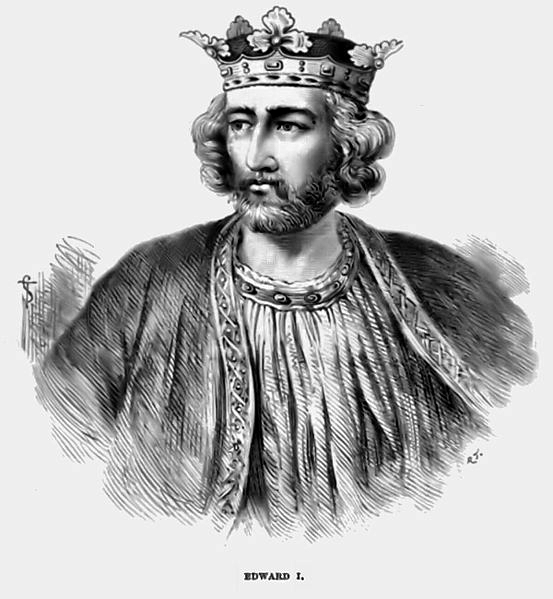
Edoardo I d'Inghilterra.

L'anno seguente il sultano mamelucco inviò una flotta di 17 navi contro Cipro ma la manovra fallì miseramente.
L'arrivo del principe d'Inghilterra, Edoardo, condusse alla Nona Crociata la quale però si concluse con la pace di Cesarea, firmata il 22 maggio del 1272, che confermava le conquiste del sultano.

#### Contese interne
La pace con i mamelucchi coincise con l'inizio di un periodo di torbidi nel regno di Gerusalemme dal momento che i cavalieri ciprioti si rifiutano di servire in Palestina per più di quattro mesi all'anno mentre i mamelucchi ormai disponevano di un esercito permanente e i vassalli mal sopportavano i tentativi di Ugo III di restaurare l'autorità della corona.
Nel 1273, il signore di Beirut, alla sua morte, pose la vedova e il feudo sotto la protezione di Baybars, provocando l'ira del re che concesse alla vedova un appannaggio cipriota e annesse la città al proprio demanio.
La mossa, tuttavia, generò scontento tra i Templari che desideravano unire la città ai loro domini di Sidone e due anni dopo, il neoeletto Gran maestro del Tempio, Guillaume de Beaujeu manifestò apertamente la propria opposizione a Ugo III rifiutandosi di riconoscere il placet del monarca negli atti in cui questo era richiesto.
Infine, la città di San Giovanni d'Acri, che negli anni precedenti aveva ottenuto dai Re vasta autonomia contrastò i tentativi di Ugo III di restaurare la propria sovranità.

#### Ritorno a Cipro
Nell'ottobre del 1276, Ugo III, stanco delle lotte interne, lasciò San Giovanni d'Acri per Cipro scrivendo al papa che egli non era più in grado di «governare la terra[il regno] a causa del Tempio e dell'Ospedale».
I cittadini di Acri, rendendosi conto dei pericoli, chiesero al re di rimanere ma Ugo III persistette nella sua decisione consentendo di nominare Baliano di Ibelin suo rappresentante ad Acri.

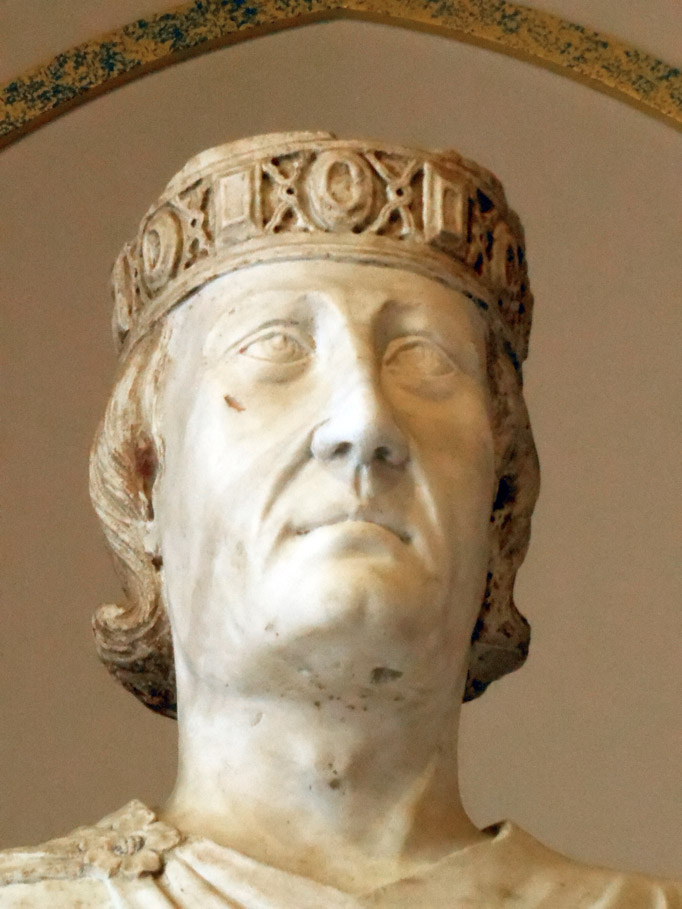
Ritratto di Carlo I d'Angiò, statua in marmo di Arnolfo di Cambio (Roma, Musei Capitolini)

Alla partenza del Re, Guillaume de Beaujeu favorì le ambizioni di Carlo d'Angiò che, il 7 giugno del 1277, riscattò i diritti di Maria d'Antiochia  e inviò ad Acri un proprio rappresentante Ruggero di San Severino.
Il regno, che mai aveva superato i conflitti precedenti, risalenti alla Guerra di San Saba, si divise: Acri e i Templari sostennero Carlo d'Angiò, Tiro, Beirut, la contea di Tripoli e gli Ospedalieri rimasero fedeli a Ugo III, che reagì confiscando i beni dei templari nel regno di Cipro.
La situazione rimase statica fino al 1282 quando i Vespri Siciliani posero fine alle ambizioni mediterranee di Carlo d'Angiò e lo costrinsero a richiamare le sue truppe dalla Terra santa.

### Morte
Approfittando della debolezza dei rivali, Ugo III sbarcò a Tiro presso il cognato Jean de Montfort il quale, tuttavia, morì il 27 novembre del 1283, seguito dal fratello il 12 febbraio 1284 e dal figlio di Ugo III, Boemondo, il 13 novembre 1283.
Il Re, infine, si spense a Tiro, il 26 marzo del 1284 lasciando le corone di Cipro e Gerusalemme al figlio Giovanni I.
Nel 1291, la Caduta di San Giovanni d'Acri avrebbe spazzato via quanto restava dell'Outremer.

## Giudizio storico
Ugo III è generalmente considerato dagli storici come un sovrano volitivo e capace che avrebbe potuto consolidare l'ormai vacillante regno di Gerusalemme ma che fu sempre ostacolato dall'opposizione degli ordini militari e da una fazione dei baroni.
Con ogni mezzo tentò di riconciliare le fazioni e di unificare i Franchi contro i mamelucchi, senza alcun esito.
Costretto, dopo otto anni di intrighi, ad abbandonare il regno, questo cadde in una vera e propria guerra civile che neppure il suo secondo ritorno risolse per via della prematura morte.

## Discendenza
Da Isabella di Ibelin Ugo ebbe i seguenti figli:
- Giovanni I, re di Cipro;
- Boemondo;
- Enrico II, re di Cipro;
- Amalrico, principe di Tiro, padre del re Costantino IV d'Armenia;
- Maria, moglie del re d'Aragona Giacomo II;
- Aimerio;
- Guido, padre del re Ugo IV;
- Margherita, moglie del re Teodoro III d'Armenia;
- Alice;
- Eloisa, moglie di Raimondo Rupeno;
- Isabella, moglie del re Oscin d'Armenia.

## Ascendenza
|                         |                          |                         | Genitori                  |  |  | Nonni |  |  | Bisnonni                 |  |  | Trisnonni            |  |
|                         |                          |                         |                           |  |  |       |  |  | Boemondo III d'Antiochia |  |  | Raimondo di Poitiers |  |
|                         |                          |                         |                           |  |  |       |  |  | Boemondo III d'Antiochia |  |  | Raimondo di Poitiers |  |
|                         |                          | Costanza d'Antiochia    |                           |  |  |       |  |  | Boemondo III d'Antiochia |  |  |                      |  |
| Boemondo IV d'Antiochia |                          |                         |                           |  |  |       |  |  | Boemondo III d'Antiochia |  |  |                      |  |
|                         |                          | Orgueilleuse de Harenc  | …                         |  |  |       |  |  |                          |  |  |                      |  |
|                         |                          | Orgueilleuse de Harenc  | …                         |  |  |       |  |  |                          |  |  |                      |  |
|                         |                          | Orgueilleuse de Harenc  | …                         |  |  |       |  |  |                          |  |  |                      |  |
| Enrico d'Antiochia      |                          | Orgueilleuse de Harenc  |                           |  |  |       |  |  |                          |  |  |                      |  |
|                         |                          | Ugo III Embriaco        | …                         |  |  |       |  |  |                          |  |  |                      |  |
|                         |                          | Ugo III Embriaco        | …                         |  |  |       |  |  |                          |  |  |                      |  |
|                         |                          | Ugo III Embriaco        | …                         |  |  |       |  |  |                          |  |  |                      |  |
| Plaisante de Giblet     |                          | Ugo III Embriaco        |                           |  |  |       |  |  |                          |  |  |                      |  |
|                         |                          | Stefania di Milly       | …                         |  |  |       |  |  |                          |  |  |                      |  |
|                         |                          | Stefania di Milly       | …                         |  |  |       |  |  |                          |  |  |                      |  |
|                         |                          | Stefania di Milly       | …                         |  |  |       |  |  |                          |  |  |                      |  |
| Ugo III di Cipro        |                          | Stefania di Milly       |                           |  |  |       |  |  |                          |  |  |                      |  |
|                         | Amalrico II di Lusignano | Ugo VIII di Lusignano   |                           |  |  |       |  |  |                          |  |  |                      |  |
|                         | Amalrico II di Lusignano | Ugo VIII di Lusignano   |                           |  |  |       |  |  |                          |  |  |                      |  |
|                         | Amalrico II di Lusignano | Bourgogne de Rançon     |                           |  |  |       |  |  |                          |  |  |                      |  |
| Ugo I di Cipro          | Amalrico II di Lusignano |                         |                           |  |  |       |  |  |                          |  |  |                      |  |
|                         |                          | Eschiva d'Ibelin        | Baldovino di Ibelin       |  |  |       |  |  |                          |  |  |                      |  |
|                         |                          | Eschiva d'Ibelin        | Baldovino di Ibelin       |  |  |       |  |  |                          |  |  |                      |  |
|                         |                          | Eschiva d'Ibelin        | Richilde de Bethsan       |  |  |       |  |  |                          |  |  |                      |  |
| Isabella di Lusignano   |                          | Eschiva d'Ibelin        |                           |  |  |       |  |  |                          |  |  |                      |  |
|                         |                          | Enrico II di Champagne  | Enrico I di Champagne     |  |  |       |  |  |                          |  |  |                      |  |
|                         |                          | Enrico II di Champagne  | Enrico I di Champagne     |  |  |       |  |  |                          |  |  |                      |  |
|                         |                          | Enrico II di Champagne  | Maria di Francia          |  |  |       |  |  |                          |  |  |                      |  |
| Alice di Champagne      |                          | Enrico II di Champagne  |                           |  |  |       |  |  |                          |  |  |                      |  |
|                         |                          | Isabella di Gerusalemme | Amalrico I di Gerusalemme |  |  |       |  |  |                          |  |  |                      |  |
|                         |                          | Isabella di Gerusalemme | Amalrico I di Gerusalemme |  |  |       |  |  |                          |  |  |                      |  |
|                         |                          | Isabella di Gerusalemme | Maria Comnena             |  |  |       |  |  |                          |  |  |                      |  |
|                         |                          | Isabella di Gerusalemme |                           |  |  |       |  |  |                          |  |  |                      |  |